# جون فلمنج (لاعب كرة قدم)
جون فلمنج (بالإنجليزية: John Fleming)‏ (1 يوليو 1953 في المملكة المتحدة - ) هو مدرب كرة قدم ولاعب كرة قدم بريطاني في مركز الوسط. لعب مع أكسفورد يونايتد وبورت فايل ووولونغونغ ولينكولن سيتي أف سي.

## وصلات خارجية
- جون فلمنج على موقع قاعدة بيانات كرة القدم.إي يو (الإنجليزية)